# Union (Maine)
Union é uma cidade localizada no estado americano de Maine, no Condado de Knox.

## Demografia
Segundo o censo americano de 2000, a sua população era de 2.209 habitantes..

## Geografia
De acordo com o United States Census Bureau tem uma área de 89,3 km², dos quais 83,1 km² cobertos por terra e 6,1 km² cobertos por água. A altitude é de 13 metros acima do nível do mar.